# Ивлиевка
Ивлиевка — посёлок в Турковском районе Саратовской области. Входит в состав Рязанского сельского поселения.

## Уличная сеть
в селе 1 улица — 50 лет Победы.

## Население
| 2010 |
| ---- |
| 15   |

## Географическое положение
Расположено на крайнем западе области, в 287 километрах от Саратова, на правом берегу реки Студеновка, высота центра села над уровнем моря — 171 м. Соседние населённые пункты: Ромашовка на юго-востоке, Родионовка на юго-западе и Мокровка на севере.